# Tepeji del Río de Ocampo
Tepeji del Río de Ocampo est une commune mexicaine dans l'État de Hidalgo.
Outre Tepeji del Río de Ocampo, la commune comporte les villages de San Buenaventura, Santiago Tlapanaloya, San Ignacio Nopala et San Ildefonso.

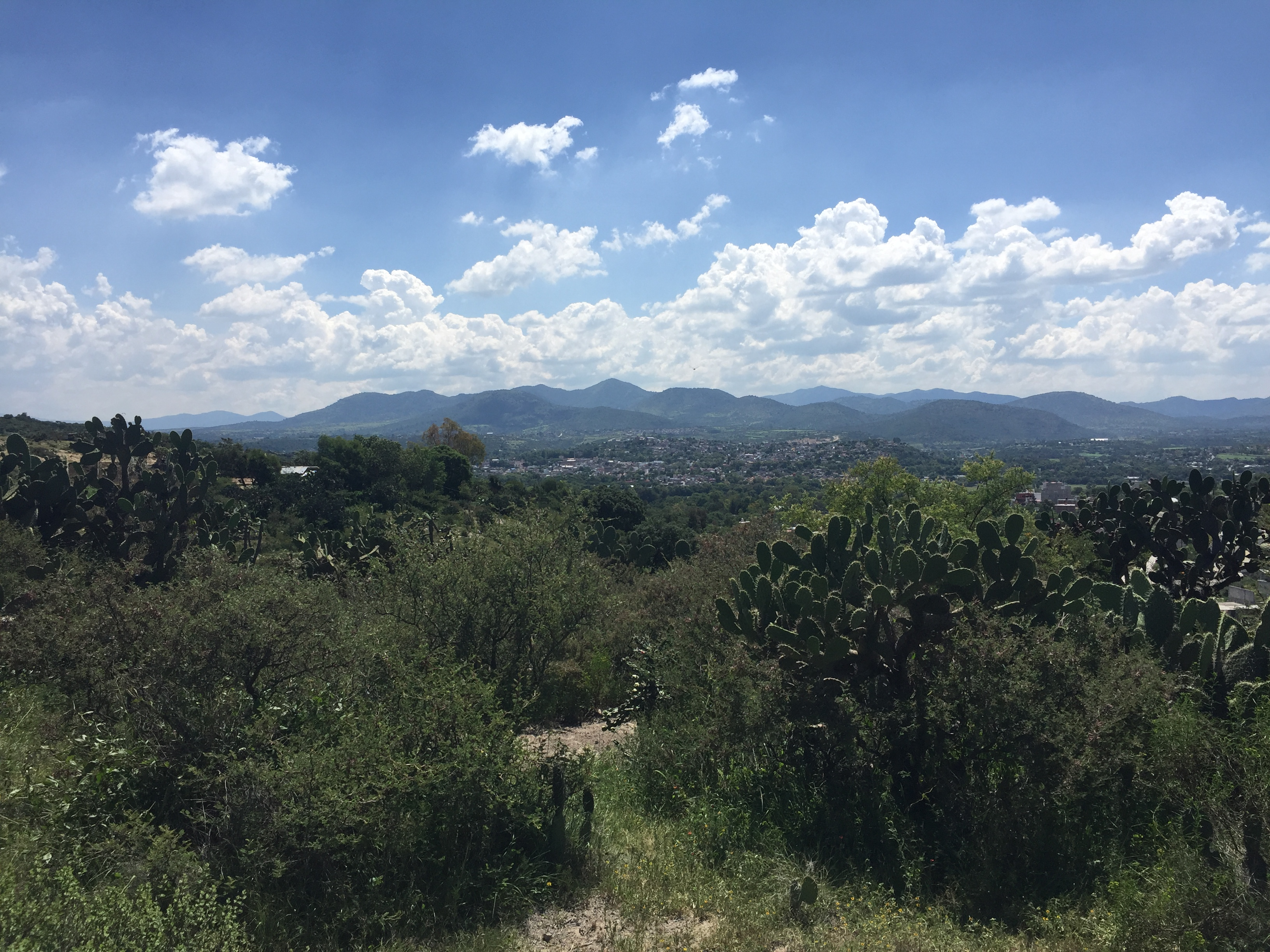
Tepeji vue vers l'ouest